# 圆箱藻属
圆箱藻属（学名：Pyxidicula）为棒杆藻科的一个属。
现接受名为棒杆藻属（Rhopalodia）。

## 下属物种
- 范氏圆箱藻 Pyxidicula weyprechtii Grunow，1884